# Маркарян, Рональд
Рональд Грант Маркарян (англ. Ronald Hrant Markarian; род. 27 июня 1931, Фресно, Фресно, Калифорния, США) — американский военный деятель, генерал-майор ВВС США.

## Биография

### Происхождение и семья

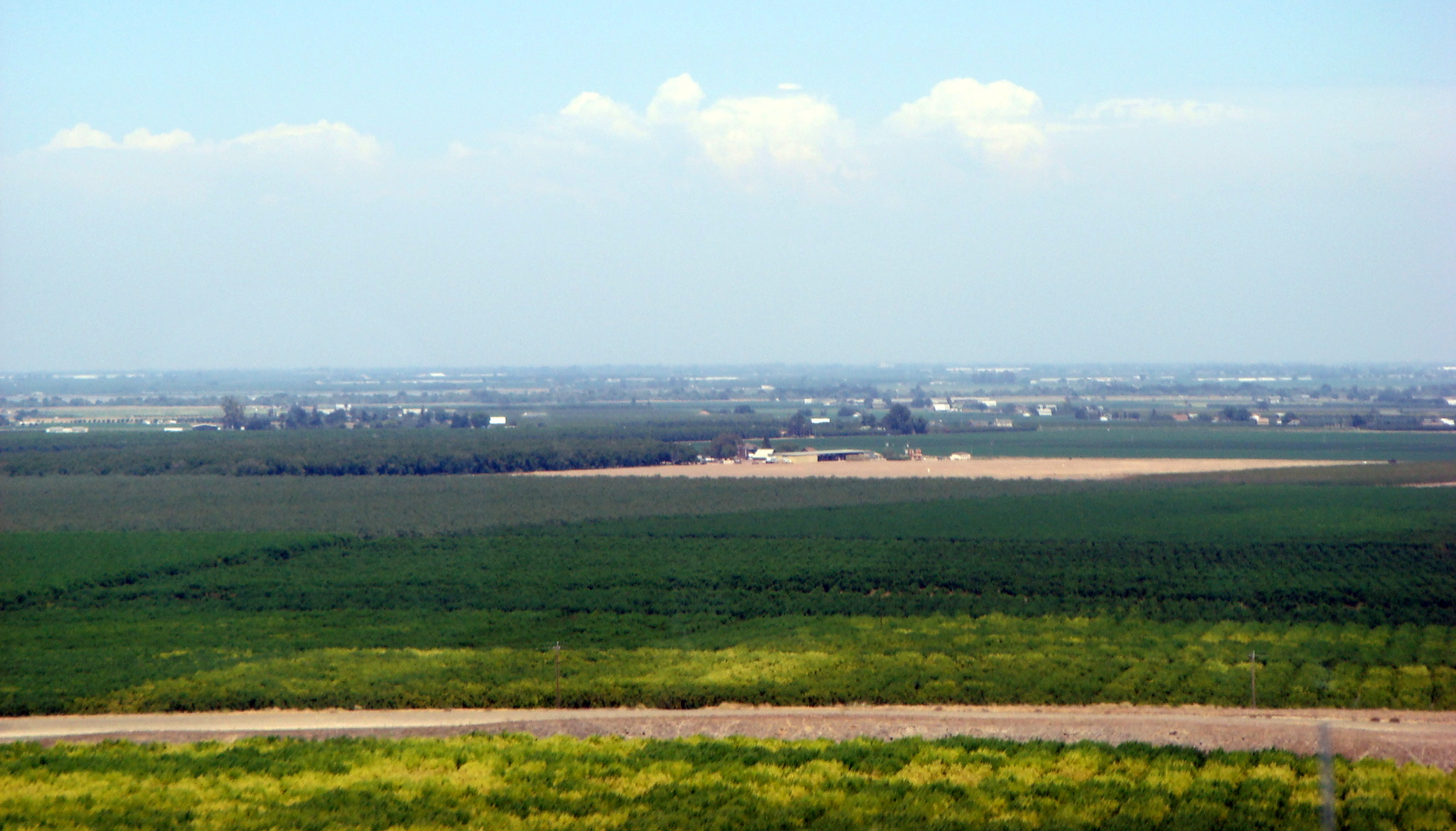
Долина Сан-Хоакин, 2007 год.

Члены семьи Маркарянов были одними из первых армянских поселенцев в долине Сан-Хоакин. Прадед Маркаряна по отцу, Мелкон Маркарян был представителем первого поколения семьи, переехавшим в США из Армении и ставшим гражданином США в 1865 году. Позже он вернулся в Армению, чтобы жениться и завести семью, а затем снова уехал в США и в 1881 году поселился в Фресно. По матери через бабушку, Маркарян состоит в родстве с известным скульптором Варазом Самуэляном. Рональд Маркарян позже заявлял, что его прадеды были среди «пионеров» культивирования инжира в Калифорнии. Отец и мать Маркаряна — Теодор и Роуз — родились в городе Фресно. Теодор родился в 1899 году и умер в 1963 году, а Роуз — 21 мая 1909 года, и скончалась 15 марта 2010 года в возрасте 100 лет.

### Молодые годы и образование
Рональд Грант Маркарян родился 27 июня 1931 года в городе Фресно. Он учился в нескольких местных школах в Северном Фресно, окончив в 1949 году Среднюю школу Кловиса. Затем он продолжил своё образование, поступив в Колледж штата Калифорния во Фресно. Несмотря на то, Маркарян был включён в выпускной класс 1953 года, он окончил учёбу в середине 1952 года.
Маркарян поступил в ВВС США и на длительное время покинул Фресно по причине исполнения служебных обязанностей. Позже, он продолжил своё формальное образование, получив в 1964 году степень магистра в области государственного управления Университета Джорджа Вашингтона.

### Военная служба

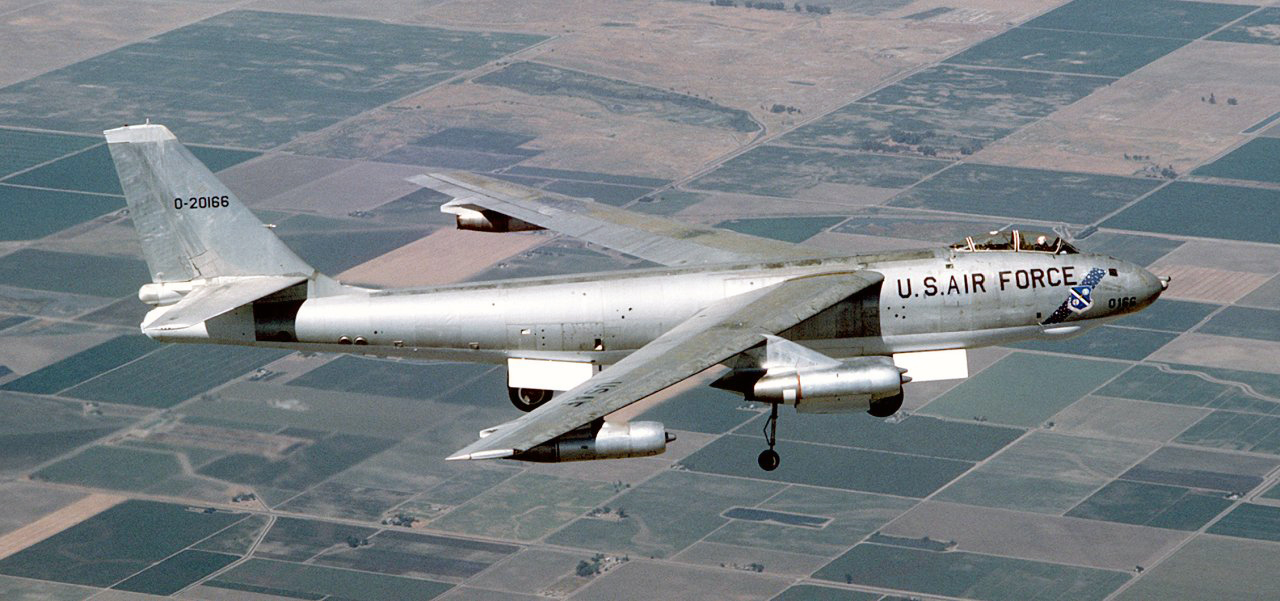
«Boeing B-47 Stratojet» в полёте.

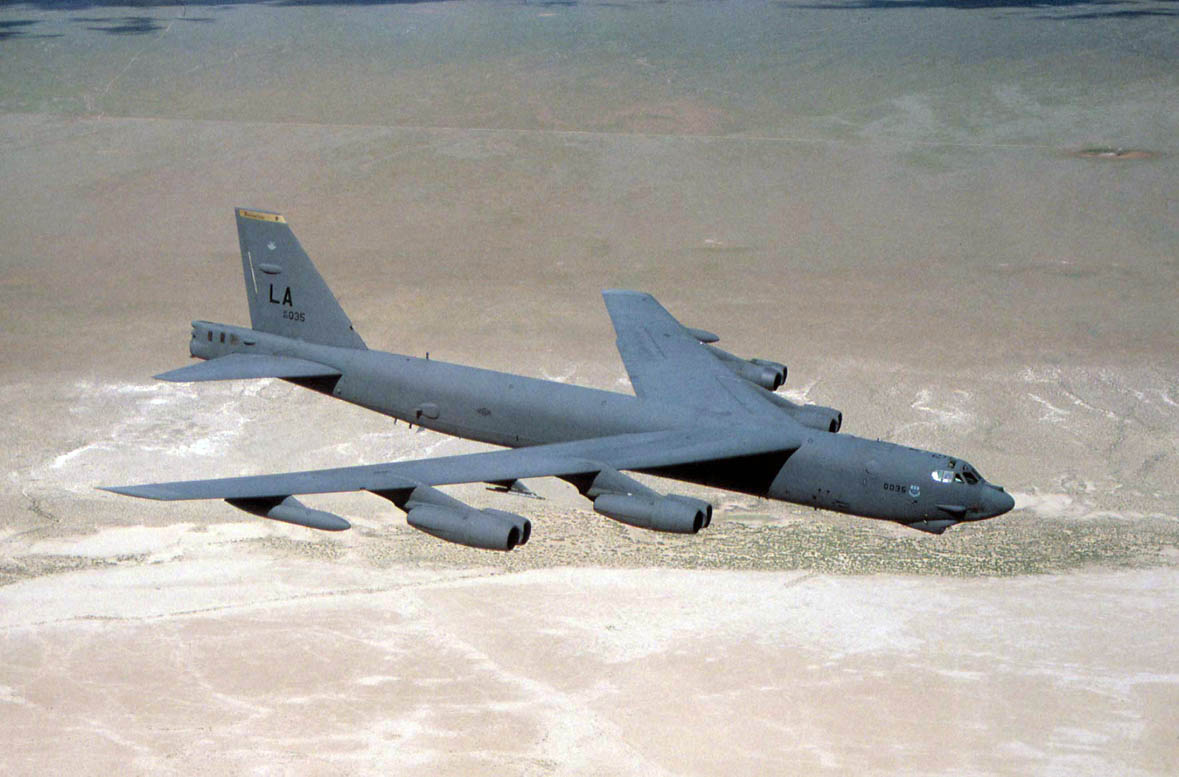
«Boeing B-52 Stratofortress» в полёте.

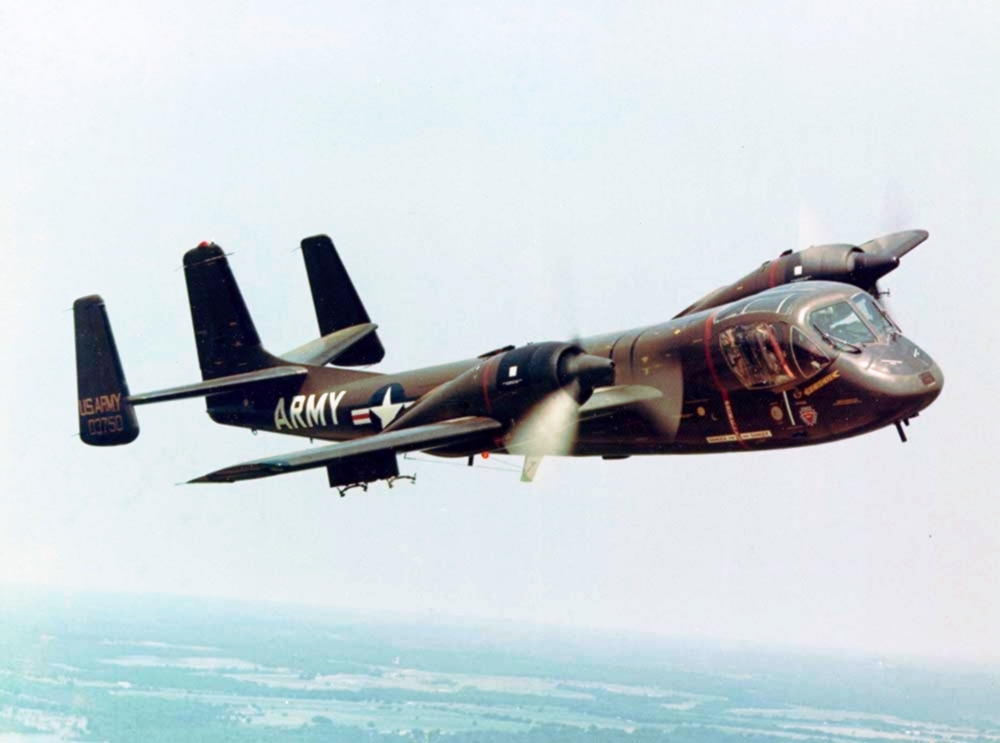
«Grumman OV-1 Mohawk» в полёте.

Маркарян начал свою военную службу в Средней школе Кловиса как части Калифорнийского кадетского корпуса. Однако, кадетом он пробыл недолго, так как учебная программа была прекращена, а школа не могла найти замену на пост коменданта. Будучи старшеклассником, в 1949 году Маркарян был зачислен в Национальную гвардию штата Калифорния и в течение трёх лет служил в миномётной роте 185-го пехотного полка. В то же время, Маркарян состоял в Корпусе подготовки офицеров запаса ВВС Фресно. После окончания образования, Маркарян покинул Фресно и ушёл на действительную военную службу в Военно-воздушных силах США. Он прошёл лётную подготовку, и его первым заданием выполнение программы бомбардировки на «Boeing B-47 Stratojet» по заказу Стратегического командования ВВС США. Маркарян провел шесть лет в составе 303-й бомбардировочной группы на авиабазе Девис-Монтен в Тусоне (штат Аризона), в качестве навигатора/бомбардира «B-47».
Он вышел из 303-й группы в 1960 году, чтобы присоединиться к лётной программе на авиабазе Фэйрчайлд в Спокане (штат Вашингтон), проведя четыре года в качестве члена боевого расчета на бомбардировщике «Boeing B-52 Stratofortress». Во время кубинского ракетного кризиса, его подразделение было переведено в режим «воздушного оповещения», позволявший поражать цели в любой точке. Маркаряну было дано задание летать на самолёте, вооружённом ядерным оружием. Также, во время пребывания на базе Фэйрчайлд, Маркарян выполнял задачи в Бангоре (штат Мэн) и Испании. В то же время, Маркарян был зачислен в Командно-штабной колледж на авиабазе Максвелл в Монтгомери (штат Алабама), и после его окончания был назначен в штаб Стратегического командования ВВС и Стратегического целевого планирования на авиабазе Оффутт в Омахе (штат Небраска), занимавшийся подготовкой плана США по ведению стратегической ядерной войны. Их работа заключалась в планировании базирования, маршрутизации и ориентации для всех бомбардировщиков, а также ракет наземного и морского базирования. Маркарян был наделён дополнительными обязанностями по участию в установлении требований избирательного интеллекта для Тихоокеанского командования на Гавайских островах. Данная работа позволила ему посетить страны-союзники США в Юго-Восточной Азии: Японию, Южную Корею, Тайвань и Филиппины.
После завершения работы в командовании, Маркарян отправился во Вьетнам, где в течение года был начальником Отдела воздушных разведывательных операций в составе Командования по оказанию военной помощи Вьетнаму. Лётные обязанности Маркаряна в основном были сведены к разведывательным полётам на «Grumman OV-1 Mohawk». За время службы во Вьетнаме, он принял участие в 116 боевых разведывательных миссиях, получив множество наград, в том числе два ордена «Легион Почёта» и медаль «Бронзовая звезда». После войны, Маркарян провёл шесть лет в Пентагоне, где в составе Командования Резерва ВВС стал первым директором Отдела воздушной разведки и Дирекции разведки резервных сил. Под его управлением в течение 18 месяцев была разработана программа, увеличившая количество разведывательных операций на три раза с 300 до 888, удвоив свои силы от 565 до 1100 единиц.
После 30 лет военной службы, Маркарян вышел на пенсию в августе 1980 года в звании полковника.

### На пенсии и в отставке
Сразу после выхода на пенсию, Маркарян стал членом Военного резерва штата Калифорния, и в конечном счёте стал комиссаром Военного резерва штата. В 1987 году президент США Рональд Рейган назначил Маркаряна на пост статс-директора Селективной служебной системы в Калифорнии. В июле 1990 года Маркарян получил звание майора. 30 июня 1995 года Маркарян получил звание генерал-майора и вышел в отставку в октябре того же года после 46 лет службы.
На пенсии, Маркарян стал активным членом Республиканской партии, в течение четырёх лет являясь председателем её отделения в округе Фресно. Также он был национальным президентом военной масонской организации «National Sojourners», национальным президентом Ассоциации гвардии штатов США, главой Ассоциации Армии США во Фресно, сыграв важную роль в её основании, президентом Шестого региона ААС, членом Национального совета попечителей ААС и трижды президентом отделения в Центральной Калифорнии. Помимо этого, Маркарян выполнял различные добровольческие заданий в местных органах, таких как Торгово-промышленная палата Фресно, Совета ветеранов-командиров штата Калифорния и Совета ветеранов Калифорнии, будучи председателем последнего. Также, Маркарян был членом Национальной стрелковой ассоциации, занимал должность председателя комитета военных связей Калифорнийского департамента Американского легиона.
В 2002 году Маркарян был награждён Медалью генерал-майора Энтони Дж. Дрекселя-Биддла от Ассоциации Армии США. 12 ноября 2004 года Маркарян присутствовал на торжественном ужине в знак уважения к армянским мужчинам и женщинам, служивших в Вооружённых силах США, вместе с предстоятелем Западной епархии Армянской апостольской церкви в Северной Америке архиепископом Овнаном Дердеряном. В 2009 году Маркарян был введён в Зал славы Кловиса. В апреле 2014 года Маркарян был удостоен «Награды за выдающийся кооперативный успех» в службе от города Лейквуд и Ассоциации Армии США. В августе член Ассамблеи штата Калифорния Джим Паттерсон удостоил Маркаряна звания «Ветерана округа 2014 года» на церемонии в Сакраменто.

## Личная жизнь
Жена — капитан Бенни Л. Маркарян, четверо детей: Пэм, Сэнди, Синтия и Рональд.

## Награды
|                                 | |                                 |                                 |
| Бронзовый пучок дубовых листьев | |                                 |                                 |
|                                 | Бронзовый пучок дубовых листьев · Бронзовый пучок дубовых листьев · Бронзовый пучок дубовых листьев · Бронзовый пучок дубовых листьев | Бронзовый пучок дубовых листьев | Бронзовый пучок дубовых листьев |
| Бронзовый пучок дубовых листьев | |                                 |                                 |
|                                 | |                                 |                                 |
|                                 | |                                 |                                 |
|                                 | Бронзовая звезда за службу |                                 |                                 |

Сверху вниз, слева направо: Знак авиатора
- Первый ряд: Орден «Легион почёта» с одним дубовым листом (дважды);
- Второй ряд: Медаль «Бронзовая звезда»; Воздушная медаль с четырьмя дубовыми листьями (пять раз); Похвальная медаль Объединённого командования с одним дубовым листом (дважды); Похвальная медаль ВВС с одним дубовым листом (дважды);
- Третий ряд: Медаль похвальной службы с одним дубовым листом (дважды); Медаль за службу национальной обороне; Крест «За храбрость» с бронзовой звездой; Медаль боевой подготовленности[англ.];
- Четвёртый ряд: Награда за выслугу лет в ВВС[англ.]; Медаль чести вооружённых сил I класса; Медаль обслуживающих заслуг; Медаль «За службу во Вьетнаме»;
- Пятый ряд: Медаль вьетнамской кампании; Награда выдающемуся соединению ВВС[англ.]; Похвальная благодарность армейской воинской части; Крест «За храбрость» с благодарностью соединению и пальмовым листом;
- Шестой ряд: Медаль Почёта Калифорнии[англ.], Бронзовая награда за похвальную службу в Селективной служебной системе[англ.]; Медаль за отличную службу в Селективной служебной системе[англ.]; Медаль за исключительную службу в Селективной служебной системе[англ.];